# Lagunes
Lagunes (französisch lagunes „Lagunen“) ist ein Distrikt der Elfenbeinküste, im Südosten des Landes gelegen.
Er grenzt im Norden an Lacs (mit den Regionen Bélier und Moronou), im Osten an Comoé (mit den Regionen Indénié-Djuablin und Sud-Comoé), im Süden an den Autonomen Distrikt Abidjan und den Atlantischen Ozean, im Südwesten an Bas-Sassandra (mit der Region Gbôklé) und im Nordwesten an Gôh-Djiboua (mit den Regionen Gôh und Lôh-Djiboua). Der Distrikt unterteilt sich in die Regionen Agnéby-Tiassa, Grands Ponts und La Mé, Hauptstadt ist Dabou. Lagunes existiert seit dem 28. September 2011, seit diesem Tag ersetzen die Distrikte die Regionen als oberste Verwaltungseinheit. Dem Zensus von 2021 zufolge leben im Distrikt 2.042.623 Menschen, daraus ergibt sich eine Einwohnerdichte von 88 Einwohnern pro km².